# Александр Сигизмунд Нейбургский
Александр Сигизмунд Пфальц-Нойбургский (нем. Alexander Sigismund von der Pfalz; 16 апреля 1663, Нойбург-на-Дунае — 24 января 1737, Аугсбург) — князь-епископ Аугсбурга с 1691 года. Он был шестым ребёнком в семье курфюрста Пфальца Филиппа Вильгельма и курфюрстины Елизаветы Амалии. Родился в нойбургском замке. Иоганн Кристоф фон Фрайберг, архиепископ Аугсбургский в то время, был его крестным. Так как мальчик с детства готовился к церковной службе, воспитанием его занимались монахи-иезуиты.

## Биография
В 1688 году Александр Сигизмунд попал в тяжелую конную аварию, но выжил. И уже на следующий год, в 1689 году, получил сан, а ещё год спустя, в 1690 году, стал, как и его крестный, епископом, получив под управление княжество-епископство Аугсбург.
В качестве нового епископа он проводил активную деятельность по реформированию придворного уклада и финансовой системы, заботился о городском и дорожном строительстве. В 1704 году, после разорительного Гохштедтского сражения в ходе войны за испанское наследство сумел довольно быстро воскресить экономику Хёхштедта.